# Heinrich Schaefer (Lehrer)
Heinrich Schaefer (auch Henri Schaefer und Heinrich Schäfer; * 15. Mai 1851 in Uelzen; † nach 1908)  war ein deutscher Pädagoge, Schuldirektor und Schulrat der Provinz Hannover.

## Leben
Heinrich Schaefer besuchte zunächst die höhere Bürgerschule in seiner Heimatstadt Uelzen und absolvierte von 1861 bis 1870 das Lyceum I zu Hannover. Von Ostern 1870 bis 1873 studierte er in Göttingen und Heidelberg alte Sprachen und Deutsch. In der Folge arbeitete er von Michaelis 1873 bis 1874 als Probekandidat und zugleich wissenschaftlicher Hilfslehrer am Johanneum zu Lüneburg. Zum 1. Oktober 1874 wurde er nach Hannover an das Lyceum II berufen, dem er als ordentlicher Lehrer, ab Oktober 1888 als Oberlehrer, ab Ostern 1893 als Professor und schließlich vom 18. August 1896 bis 1. April 1904 als Direktor angehörte.
Am 1. April 1904 wurde Heinrich Schaefer zum Provinzial-Schulrat in Hannover ernannt. In dieser Funktion reiste er beispielsweise am 19. April 1906 von Hannover aus nach Hildesheim, um dort Franz Jacobi als neuen Direktor des Andreaneums in sein Amt einzuführen.
Heinrich Schaefer war gemeinsam mit Albert Schuster und Wilhelm Fiehn Verfasser des in zahlreichen Auflagen in des Helwingschen Verlagsbuchhandlung erschienenen Deutschen Lesebuchs für höhere Lehranstalten.
Das Adreßbuch, Stadt- und Geschäftshandbuch der Königlichen Residenzstadt Hannover und der Stadt Linden für das Jahr 1908 gab die Sprechstunden des Königlichen Provinzialschulrats und Mitglieds des Königlichen Provinzialschulkollegiums für 6 Tage an. Schaefer, der privat zuletzt im Haus Lärchenstrße 12 wohnte, war im Adressbuch 1909 nicht mehr verzeichnet.

## Schriften
- Direktor Professor Julius Radeck, gestorben am 12. April 1896, in: Programm des Städtischen Gymnasiums Lyceum II. am Kleverthor, Hannover 1897, S. 20–21
- Robert Kohts, Karl Waldemar Meyer, Albert Schuster (Hrsg.), Wilhelm Fiehn, Heinrich Schaefer, Albert Schuster (Bearb): Deutsches Lesebuch für höhere Lehranstalten, vierter Teil (Unter-Tertia), neunte Auflage, Hannover: Helwingsche Verlagsbuchhandlung, 1908; Digitalisat über GEI-Digital des Georg-Eckert-Instituts

zusätzlich zu seinen gedruckten Werken hat sich folgende handschriftliche Korrespondenz von Schaefer erhalten:
- Brief Schaefers an den Philologen und Hochschullehrer Hermann Sauppe[6]
- Brief Schaefers von Marburg, 15. Februar 1882 an den Germanisten, Romanisten und Bibliothekar Adelbert von Keller[7]